# Tounolle
Die Tounolle ist ein kleiner Fluss im Osten von Frankreich, der im Département Haute-Saône der Region Bourgogne-Franche-Comté nördlich der Stadt Besançon verläuft.

## Geografie

### Verlauf
Die Tounolle entspringt unter dem Namen Ruisseau de l’Allée Verte an der Gemeindegrenze von Fondremand und Trésilley, verläuft generell Richtung Südsüdwest und mündet nach rund 16 Kilometern im Gemeindegebiet von Boulot als rechter Nebenfluss in den Ognon. Bei ihrer Mündung stößt die Tounolle an das benachbarte Département Doubs.

### Orte am Fluss
(Reihenfolge in Fließrichtung)
- Les Roselières, Gemeinde Fondremand
- L’Abbayotte, Gemeinde Fondremand
- Montarlot-lès-Rioz
- La Trefilière, Gemeinde Montarlot-lès-Rioz
- La Tounolle, Gemeinde Boult
- Boulot